# Panne d'électricité du 19 décembre 1978 en France
La panne d'électricité du 19 décembre 1978 en France est une panne de courant géante qui affecte la majeure partie du  territoire métropolitain du pays, à l'exception notamment de territoires limitrophes de la Belgique, du Luxembourg, de l'Allemagne, de la Suisse, ainsi que de la partie occidentale de la Provence. Elle a pour origine une défaillance sur une ligne à très haute tension de 400 000 volts à Bezaumont, dans le département de Meurthe-et-Moselle. La réaction en chaîne se propage ensuite à une grande partie du réseau électrique du pays pendant une durée de 4 heures,,,,. 